# Gabonapoloskák
A gabonapoloskák (Aelia, Eurygaster) a rovarok (Insecta) osztályába sorolt félfedelesszárnyúak (Hemiptera) rendjében a poloskák (Heteroptera) alrendjének négy faja.
Közülük: 
- A pajzsos poloskákhoz (Scutelleridae) tartozik az osztrák poloska vagy más néven teknős poloska (Eurygaster austriaca), és a mórpoloska vagy más néven szerecsenpoloska (Eurygaster maura).
- A címeres poloskákhoz (Pentatomidae) a szipolypoloska (Aelia acuminata) és a csőrös szipolypoloska (Aelia rostrata).

Életmódjuk és kártételük nagyjából azonos.

## Előfordulás
Európa egész területén, Kis-Ázsiában és Észak-Afrikában is megtalálható. Magyarországon gyakorlatilag mindenütt előfordul, a négy faj közül az osztrák poloska a leggyakrabban.

## Megjelenés
Zömök, ovális testű rovarok. A háti rész lapított, a hasi ívesen domború. Az előhát jól fejlett, hozzá csatlakozik a pajzs. Három pár járólábuk és két pár szárnyuk van, az elülső szárny tövi része erősen kitines, csúcsi része hártyás. A hátulsó szárnypár hártyás, gyengén erezett, repülésre alkalmas. A csáp 4 - 5 ízből áll, hosszú, fonálszerű. Összetett szemei kicsik. Szájszerve szúró-szívó, a szipóka nyugalmi állapotban a hasoldalhoz simul. 
Az epimorfózis, monometabólia változatával fejlődő rovarok: pete - lárva - pronimfa - nimfa - imágó.

## Életmód
Az év egyik felében (október, november, december, január, február, általában március is) dermedten téli álmot alszanak. A kifejlett poloskák erdők, ligetek, útmenti árkok avarjában telelnek át, majd általában áprilisban, egyesével kezdik elhagyni telelőhelyeiket. Legkorábban az osztrák poloska, majd a mórpoloska, végül a szipolypoloskák. Az osztrák és mórpoloska nagyobb távolságokat is képes megtenni a telelő hely és a szaporodási hely között. Április hónap végén van a legerélyesebb vándorlásuk. Keresni kezdik a gabonatáblákat, ami májusban be is fejeződik, ekkor indul meg a szaporodás. Júniusra kikel az új nemzedék, ekkor vannak a legtöbben, mert az idősebb nemzedék sem pusztul el, valamint a gabona kalászaiban jól el tudnak rejtőzni az ellenségeik elől. Júliusban és augusztusban a gabonatáblákon, aratás után a környező fűféléken táplálkoznak, majd szeptemberben telelőhelyet keresnek, hogy megkezdjék téli álmukat. Főleg tölgy-, cser-, és fenyőfák avarjában telelnek.
Nagyon melegkedvelő rovarok. Hűvös, csapadékos években egyedszámuk jelentősen csökken, viszont ha két egymást követő tavasszal szárazság és az átlagosnál melegebb idő van, gradációjuk jön létre. 
A tömeges elszaporodásuk  akkor következik be, ha a májusi időjárás 16 C°-, a júniusi pedig 18,5 C°Fölött van, további kedvező feltétel ha ezekben a hónapokban a csapadékmennyisége 50 mm alatt marad. Ilyen évek voltak 1960, 1963, 1964, 1968, 1969.

## Szaporodás
A téli pihenés után felkeresik a környező gabonatáblákat, táplálkozni kezdenek, majd sor kerül a párzásra. Egy év alatt egy nemzedékük születik. A nőstények 2–3 sorban 8–12 gömbölyű, vagy ovális petetojást raknak a levél színére, ritkán a gabona szárára.
Kéthetes embrionális fejlődés után a kikelő kis lárvák eleinte a növény levelét, majd szárát, később a kalászok nedvét szívogatják. Öt vedlés után, az aratás idejére fejlődnek ki teljesen. Július közepe körül elhagyják a gabonatáblákat, a rétek, legelők pázsitfüvein táplálkoznak még egy ideig, majd időjárástól függőben, augusztus végén, szeptember elején vonulnak telelőhelyeikre.

## Táplálék
Kalászosok, elsősorban az őszi- és tavaszi búza, az őszi és tavaszi árpa, valamint a rozs, de ha nincs más megélnek a különböző fűfélék nedveinek szívogatásával is.

## Ellenségei
Petéiket a törpe fürkészdarazsak, a fátyolkalárvák, a katicabogarak, lárváit a fürkészlégy, a kifejlett rovarokat a dolmányos varjú, vetési varjú, szarka, haris, fogoly, fácán, seregély, tövisszúró gébics, rozsdás csuk, szalakóta, kakukk, kék vércse, csóka, szajkó, fehér gólya, danka sirály pusztítja.

## Kártétel
Szaklapokban, szakirodalomban a gabonapoloska kártételét a kevésbé veszélyes károkozók között említik.
A kalászosok közül a búzát kedvelik a legjobban. 
A telelésből előjött imágók, a lárvák és az új imágók egyaránt károsítanak és a betakarításig megtalálhatók a gabonaféléken. 
Az áttelelt egyedek kezdetben a növények levelét és hajtásait szívogatják. A szúrás fölötti szakasz rendszerint elhal, a levél sárgulni kezd, majd elszárad. Az elpusztult főhajtás pótlására sarjhajtások kezdenek nőni, melyek azonban aratásig már nem tudnak teljesen beérni, és teljes értékű kalászt fejleszteni.
A legnagyobb kártételt kalászvetés után tudják okozni, a hasban lévő kalászok kalászorsójának megszúrására úgynevezett  „zászlós kalász” keletkezik, a szúrás feletti rész kifehéredik, lekonyul , elhal.  A teljesen megérett szemek megszúrva aszottak lesznek, színük fakóvá és sárgává válik, a viaszérésben szívott szemeken kör alakú foltok keletkeznek. A szúrás helyén fekete pont látható. A szúrással fehérjebontó enzimeket fecskendeznek be a magba, és így szívják fel a táplálékot. A nyálmaradék toxikus hatására jön létre a foltosodás.
A károsított szemek csírázóképessége és beltartalmi értékei leromlanak, a lisztminősége romlik, mivel a sikér károsodik, sütőipari értékük csökken, a tészta nem kel meg, azaz minőségi kárt szenved.

### Kártételük elleni védekezés
Sok természetes ellenségük van, ezek sokszor már tavasszal olyan mennyiségben pusztítják őket, hogy nem is képesek elegendő petét lerakni, a lerakott tojásokat is sokféle állat eszi. Az időjárásra is nagyon érzékenyek. A vegyszeres beavatkozás előtt mérlegelni kell, mert a természetes ellenségeit is elpusztítják ilyenkor. Magyarországon egyelőre nincs is ilyen kifejezetten poloskák elleni szer. Vegyszeres beavatkozás csupán egyes években és helyeken válik szükségessé és kifizetődővé.
A védekezés fajtájának megválasztására többféle módszert használnak. Kirepülés előtt avarvizsgálattal győződnek meg az egyedszámról. Ha 5-6 egyed/m² az egyedsűrűség, kárveszéllyel kell számolni.
Tavasszal fűhálózással figyelik a berajzó egyedek számát, később növény vizsgálattal. Ha m²-enként 2- vagy több poloskát találnak célszerű elkezdeni a védekezést még mielőtt a tojásrakás megtörténik. Később a lerakott peteszámból tudnak következtetni a várható károkozásra. Ha m²-enként 1-2 tojáscsomót, vagy 2-3 lárvát találnak, szintén indokolttá válik a fellépés ellenük.   
Fő védekezési forma a korai aratás, ugyanis a poloskák az aratás idejére fejlődnek ki, ha pedig levágva a kalászokat megszűnik a védett helyük, a ragadozók is könnyen összeszedik őket, valamint a bő táplálékforrás megszűnésével télire nem tudnak elegendő tartalékot felhalmozni és nem élik túl a telet. A hosszú tél, a sok csapadék, az avar átnedvesedése szintén sok egyed természetes pusztulását okozza.